# Hammerschloss Leupoldsdorf

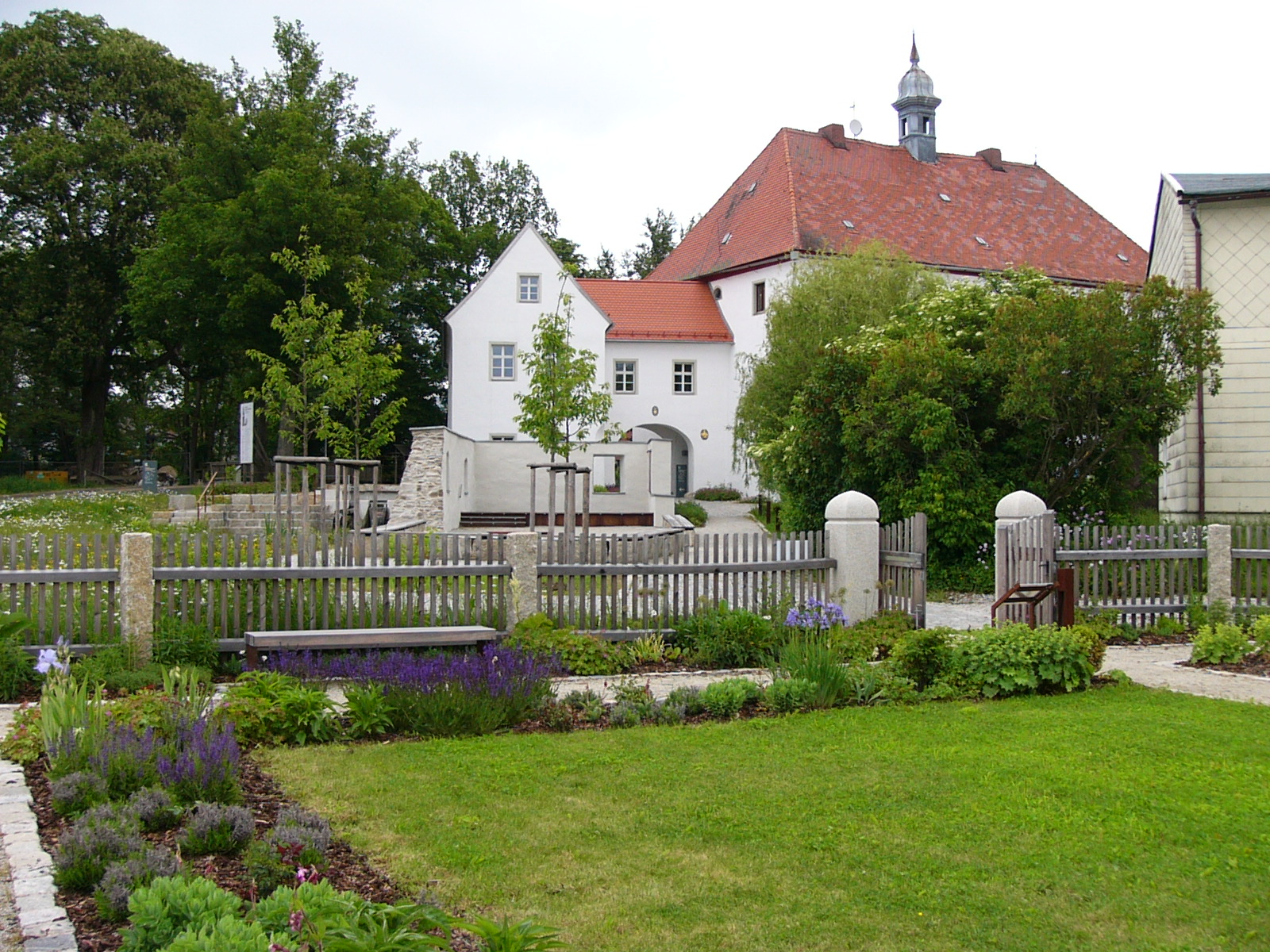
Hammerschloss Leupoldsdorf

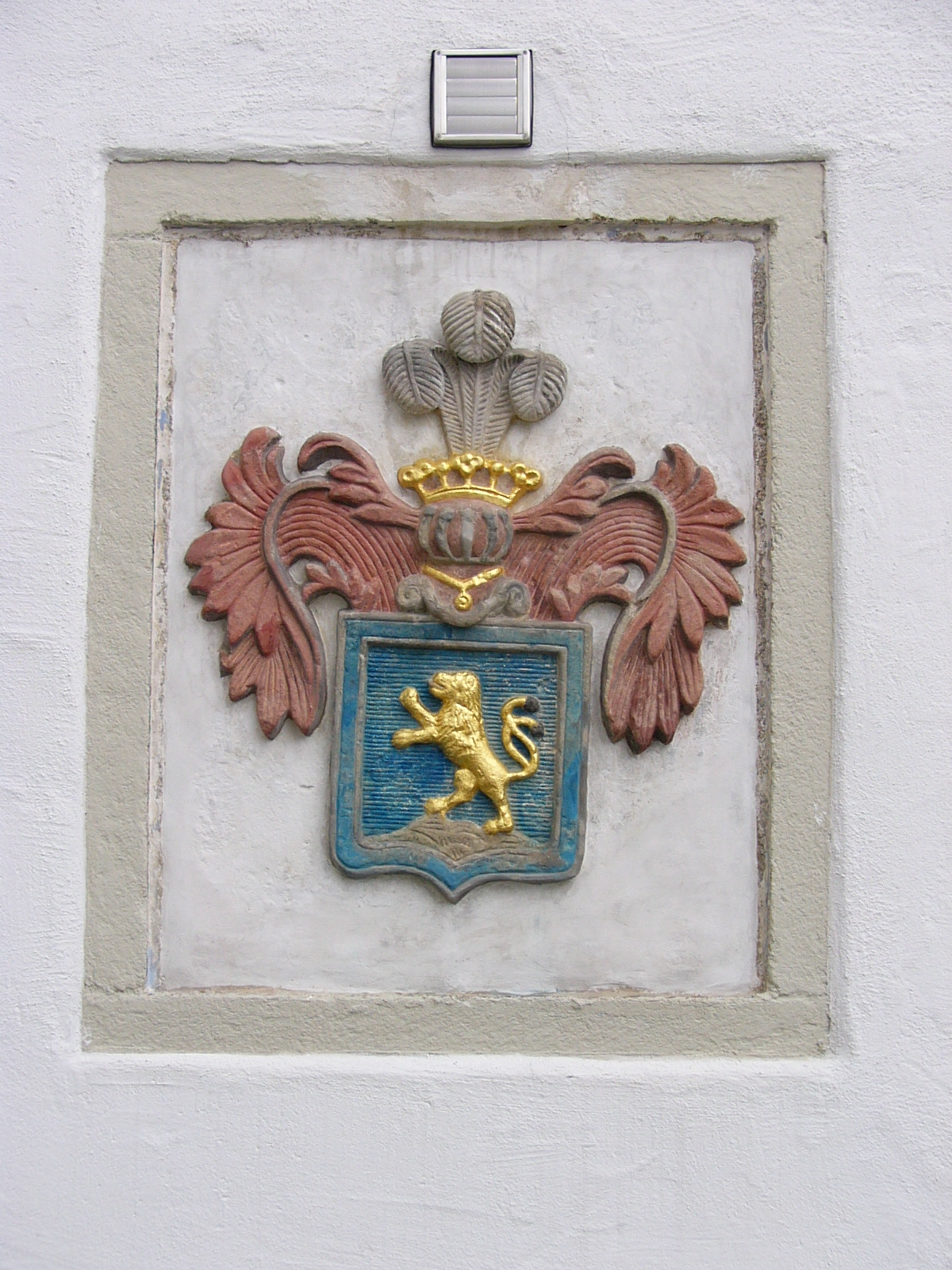
Wappen derer von Müller am Hammerschloss Leupoldsdorf

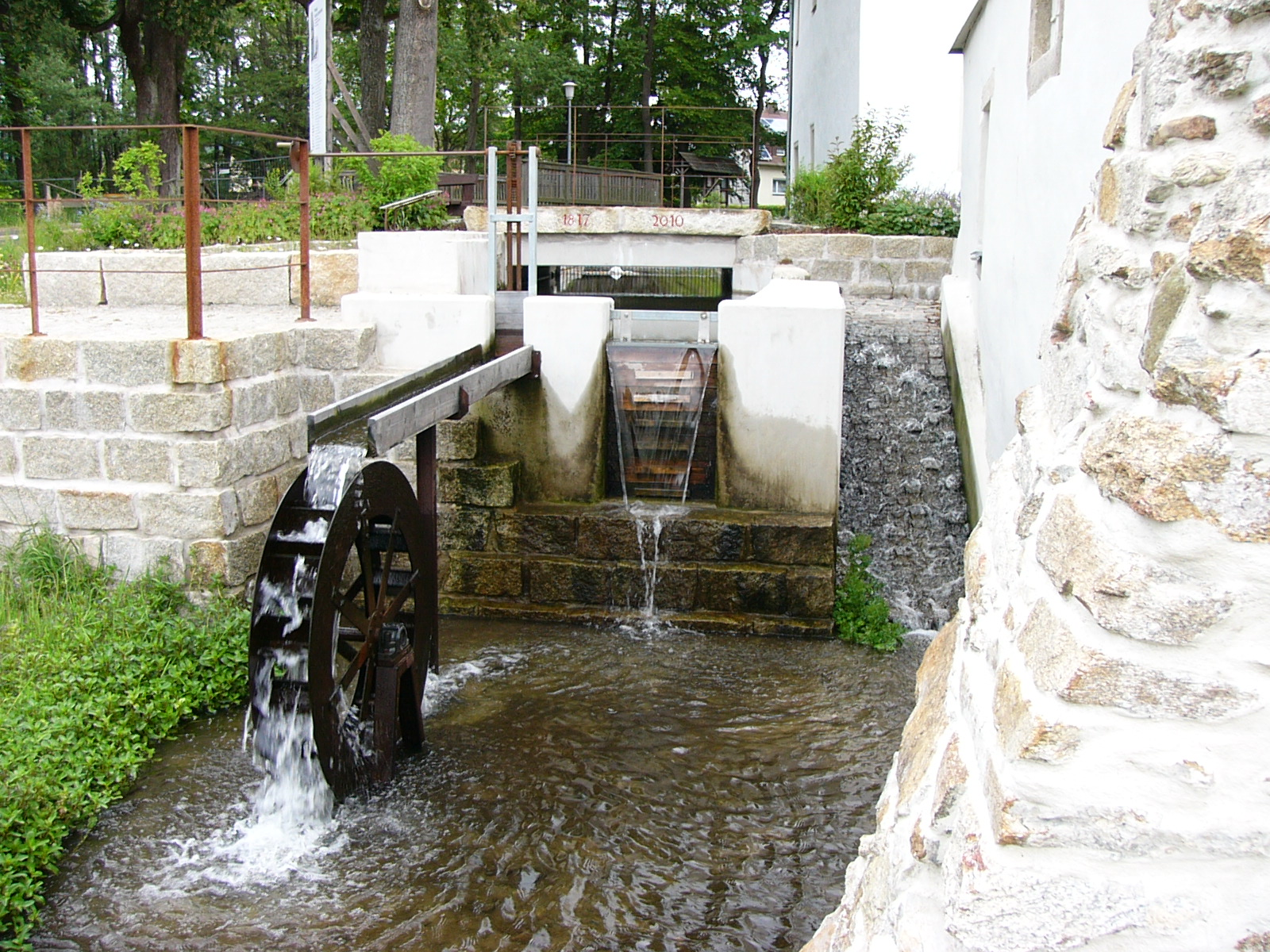
Gartenanlage mit Wasserrad beim Hammerschloss Leupoldsdorf

Das denkmalgeschützte Hammerschloss Leupoldsdorf  (bisweilen auch als  Leupoldsdorfer Hammer bezeichnet) liegt im Ortsteil Leupoldsdorf der oberfränkischen Gemeinde Tröstau im Landkreis Wunsiedel im Fichtelgebirge (Schloßweg 14).

## Geschichte
Das Gebiet, in dem auch Leupoldsdorf liegt, war im 12. Jahrhundert im Besitz der Grafen von Truhendingen. 1386 verpfändeten sie ihren Besitz dem Bischof von Bamberg. Am 10. März 1396 verkaufte Johann von Truhendingen seinen Besitz an Bischof Lamprecht von Bamberg, wobei auch „Leupersdorf“ in der Auflistung erscheint.
Der Leupoldsdorfer Hammer wurde urkundlich erstmals am 29. Dezember 1393 erwähnt. Am 30. April 1432  wurde der Hammer anlässlich einer Übertragung an Ulrich von Taubenmerckel durch den Markgrafen von Kulmbach-Bayreuth genannt. Unter den Besitzern Franck (ab 1563) und Schreyer (ab 1620) entwickelte sich das Hammerwerk zu einem wichtigen Betrieb. Im Dreißigjährigen Krieg wurde der Hammer schwer geschädigt. 1708 übernahm der markgräfliche Jäger Michael Müller, verheiratet mit einer Tochter des Hammermeisters Simon Schreyer, den Hammer. Unter Johann Christoph von Müller, der 1816 geadelt wurde, hatte der Leupoldsdorfer Hammer seine Blütezeit. Im 18. und 19. Jahrhundert war dort ein Stabhammer mit Hochofen, Frischfeuer, Zainhammer, Blechhammer und Verzinnhaus. Das Werk ging wegen der Konkurrenz aus England und Amerika 1863 ein. Da der Hammerherr 13 ledige Töchter zu versorgen hatte, wurden ab 1895 die zum Hammerwerk gehörenden Grundstücke und Gebäude verkauft. Das Schloss des ehemaligen Hammerherren von Müller ist seit 1917 im Besitz der Familie König und jetzt eine Gaststätte.

## Schloss Leupoldsdorf heute
Das Herrenhaus des Hammers stammt aus dem 17. Jahrhundert und wurde 1815/16 umgebaut. Es ist ein dreigeschossiger Walmdachbau mit einem Dachreiter in Barockform aus dem 17. Jahrhundert. Es wurde nach 1816 aufgestockt. im Erdgeschoss befinden sich Räume mit Tonnen- bzw. Kreuzgewölben.
An der Westseite des Schlossbaus ist das Wappen der Familie von Müller angebracht, am Durchgang vom Torbau zum Schloss befinden sich zwei Wappen der Familie Schreyer. Das  Torhaus des Leupoldsdorfer Hammerschlosses ist ein  zweigeschossiger, aus Stein errichteter und verputzter Satteldachbau und verweist mit der Jahreszahl „1687“ auf seine Entstehung im 17. Jahrhundert. Das Torhaus wurde von der Gemeinde übernommen; dort befinden sich eine Ausstellung der Geschichte des Eisenhammers in Leupoldsdorf und der Eisenverarbeitung in der Region sowie eine Infostelle des Naturparks Fichtelgebirge.
Die historisch belegte Gartenanlage wurde ab 2010 saniert und nach alten Plänen wieder hergestellt.  Dabei wurde der ehemalige Mühlgraben freigelegt und mit einem offenen Wassergraben und einem Wasserrad in das Ensemble einbezogen. Da sich die Hammerherren von Müller nachweislich auch auf dem Gebiet der Obstbaumzucht betätigt haben, wurde im südlichen Gartenbereich des Hammerschlosses das Thema Obstanbau in kalten Gegenden dargestellt.
Am 30. Juni 2016 wurde der Gemeinde Tröstau, stellvertretend dem Ersten Bürgermeister Heinz Martini, die Denkmalschutzmedaille für ihr „zielstrebiges Engagement zur beispielgebenden Instandsetzung des Hammerschlosses Leupoldsdorf“ verliehen.